# 14902 Miyairi
14902 Miyairi este un asteroid din centura principală de asteroizi.

## Descriere
14902 Miyairi este un asteroid din centura principală de asteroizi. A fost descoperit pe 17 ianuarie 1993 la Yatsugatake de Yoshio Kushida și Osamu Muramatsu. Asteroidul prezintă o orbită caracterizată de o semiaxă mare de 3,01 ua, o excentricitate de 0,12 și o înclinație de 12,0° în raport cu ecliptica.